# Reiseausweis für Staatenlose

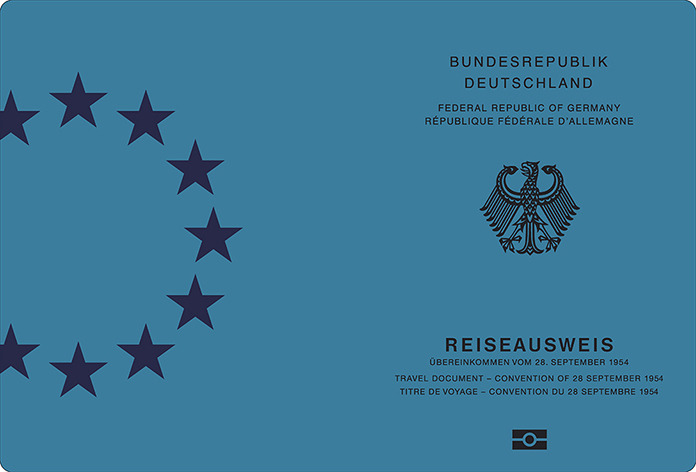
Vorderseite des Umschlags (mit Biometrie-Symbol)

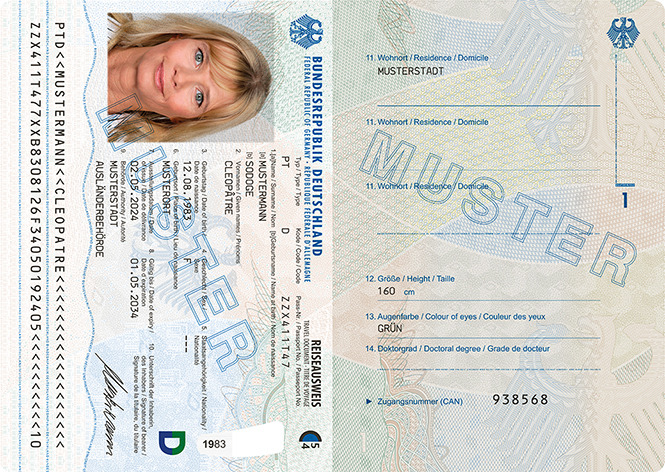
Reiseausweis für Staatenlose (aktuelle Version), Datenseite

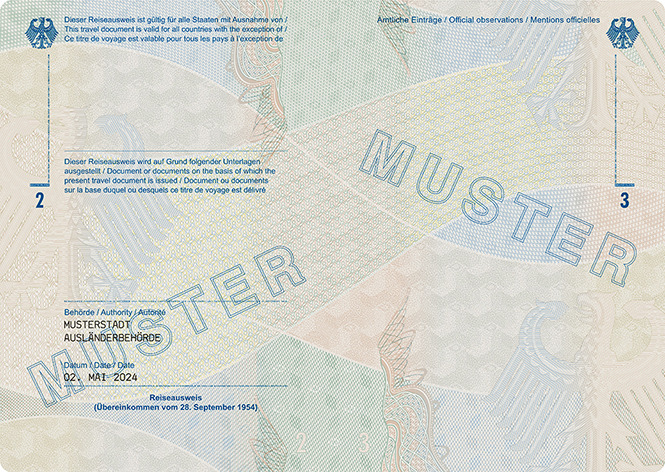
Innenseiten 2 und 3

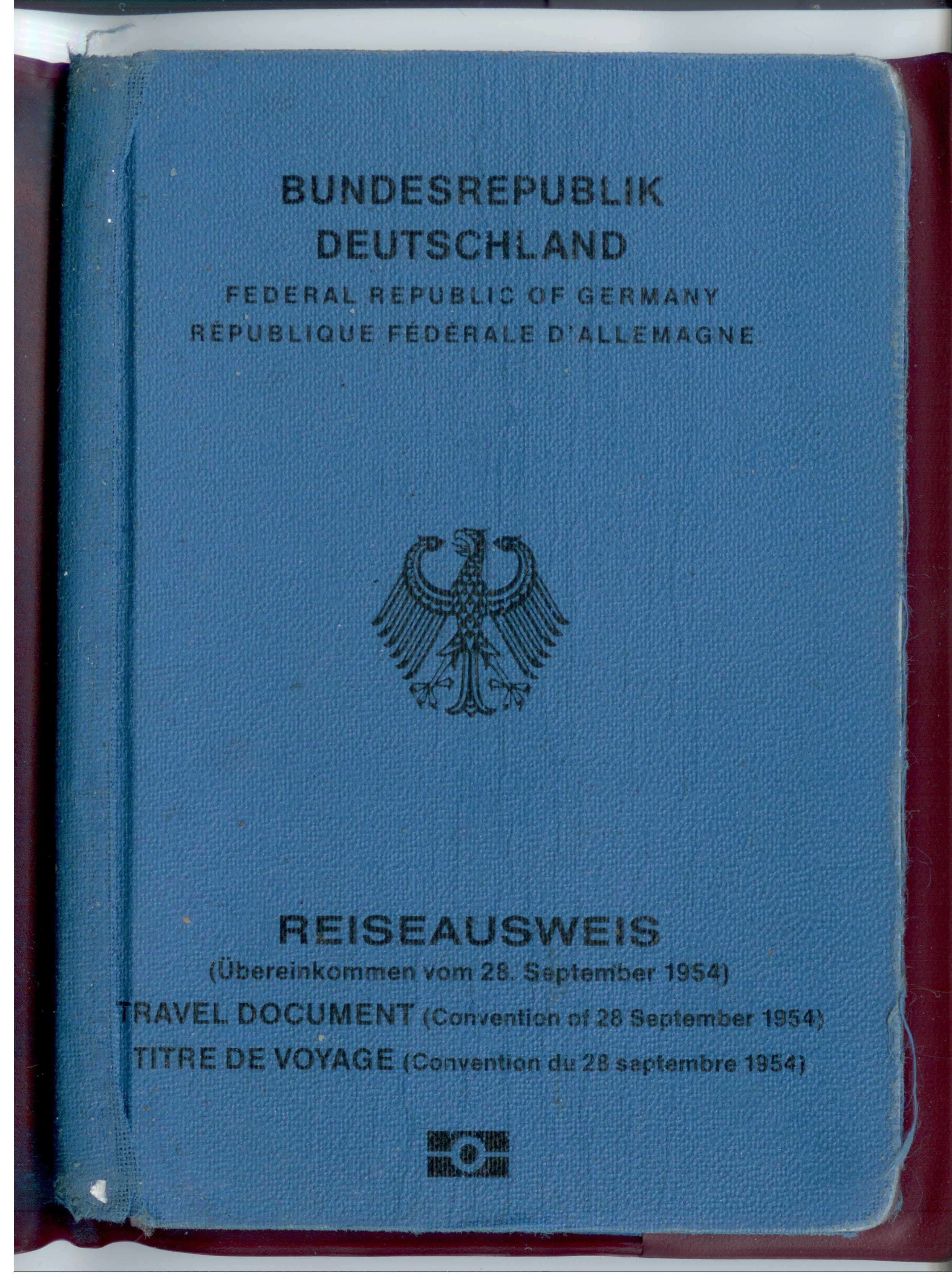
Deutscher Reiseausweis für Staatenlose (Version vor 2017), Außenansicht

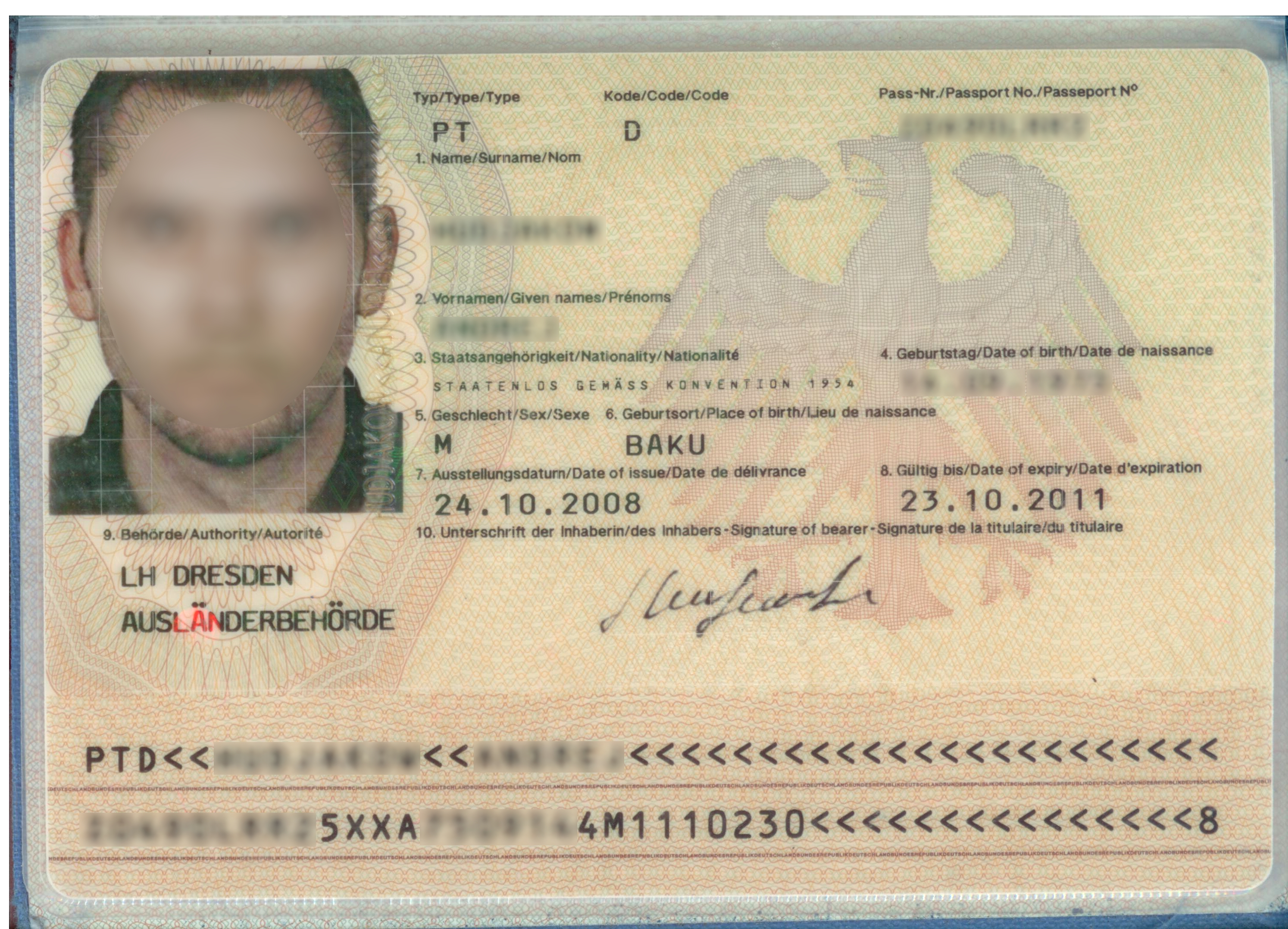
Deutscher Reiseausweis für Staatenlose (Version vor 2017), Datenseite. Der Eintrag „Staatenlos“ ist unter Punkt 3.

Der Reiseausweis für Staatenlose ist ein Passersatz, der an einen Staatenlosen im Sinne des Artikels 1 des Übereinkommens über die Rechtsstellung der Staatenlosen vom 28. September 1954 (Staatenlosenübereinkommen, BGBl. 1976 II S. 473, 474) ausgestellt wird. Rechtsgrundlage für die Ausstellung ist Artikel 28 des Staatenlosenübereinkommens.

## Berechtigter Kreis der Staatenlosen
Unter das Staatenlosenübereinkommen fallen nach allgemeiner Auffassung nur sog. De-jure-Staatenlose, also Personen, bei denen feststeht, dass sie nach dem Recht keines in Betracht kommenden Staates jeweils dessen Angehörige sind. Nicht unter das Staatenlosenübereinkommen fallen hingegen De-facto-Staatenlose, also Personen, welche durchaus eine Staatsangehörigkeit besitzen, die aber von ihrem eigenen Staat rechtswidrig so behandelt werden, als wären sie nicht seine Staatsangehörigen. Ebenso wenig fallen Personen unter das Staatenlosenübereinkommen, die ihre Staatsangehörigkeit aufgeben oder nicht akzeptieren wollen, die aber nicht aus dieser Staatsangehörigkeit durch den betreffenden Staat entlassen werden.

## Ausstellungsmodalitäten und Verwendung
Die Ausstellungsmodalitäten für Reiseausweise für Staatenlose sind im Anhang zum Staatenlosenübereinkommen näher geregelt. Danach gilt – ähnlich wie für den Reiseausweis für Flüchtlinge – unter anderem:
- Der Reiseausweis ist in mindestens zwei Sprachen und jedenfalls in Englisch oder Französisch abzufassen.
- In ihm können Kinder mit aufgeführt werden.
- Die Gebühren für die Ausstellung dürfen nicht höher sein als für reguläre Reisepässe, die der Ausstellerstaat an eigene Staatsangehörige ausgibt.
- Außer in besonderen Fällen soll der Reiseausweis weltweit gültig sein.
- Er wird für mindestens drei Monate und höchstens drei Jahre ausgestellt.
- Die Neuausstellung und Verlängerung erfolgt durch den Ausstellerstaat des bisherigen Ausweises. Wenn sich aber der Inhaber in einem anderen Staat niedergelassen hat und dort erlaubt lebt, geht die Zuständigkeit auf den neuen Aufnahmestaat über (sofern er Vertragsstaat des Staatenlosenübereinkommens ist). Dieser zieht den alten Reiseausweis für Staatenlose ein und sendet ihn entweder an den Ausstellerstaat zurück oder stempelt ihn ungültig.
- Hierzu ermächtigte Auslandsvertretungen eines Ausstellerstaates können die Reiseausweise für ein halbes Jahr verlängern.
- Die Vertragsstaaten des Staatenlosenübereinkommens müssen die Reiseausweise für Staatenlose anderer Vertragsstaaten grundsätzlich anerkennen.
- Im Reiseausweis für Staatenlose können Visa angebracht werden.
- Wenn ein Visum eines Zielstaates vorliegt, sollen Durchreiseländer Transitvisa ausstellen, wenn kein Versagungsgrund vorliegt.
- Für die Visa dürfen keine Gebühren verlangt werden, welche die Mindestgebührensätze für Visa, die an Ausländer ausgestellt werden, überschreiten.
- Jeder Ausstellerstaat muss während der Geltungsdauer des Reiseausweises für Staatenlose den Inhaber grundsätzlich wieder zurücknehmen; Visa und andere Formalitäten dürfen aber verlangt werden.
- Der Reiseausweis für Staatenlose vermittelt keinen diplomatischen und konsularischen Schutz.

## Deutsches Recht
- Ausländische Reiseausweise für Staatenlose, die nach dem Staatenlosenübereinkommen ausgestellt worden sind, sind in Deutschland ohne weiteres als Passersatz zugelassen (§ 3 Abs. 3 Nr. 2, § 1 Abs. 4 der Aufenthaltsverordnung (AufenthV)).
- Inhaber ausländischer Reiseausweise für Staatenlose sind für die Einreise und den Kurzaufenthalt vom Erfordernis eines Visums bzw. Aufenthaltstitels befreit, wenn der Ausweis von einem EU- oder einem EWR-Staat, der Schweiz oder einem visumfreien Staat (Anhang II der VO (EU) 2018/1806 „EU-Visums-VO“) ausgestellt ist, der Reiseausweis eine Rückkehrberechtigung enthält, die noch mindestens vier Monate ab dem Tag der Einreise gültig ist, und keine Erwerbstätigkeit (Ausnahme die in § 17 Abs. 2 AufenthV bezeichneten Tätigkeiten) im aufenthaltsrechtlichen Sinne ausgeübt werden soll (§ 18 AufenthV).
- Deutsche Reiseausweise für Flüchtlinge sind Passersatzpapiere (§§ 1 Abs. 4, 4 Abs. 1 Nr. 4 AufenthV). Sie werden in der Regel entzogen, wenn die Ausstellungsvoraussetzungen nicht mehr vorliegen (§ 4 Abs. 7 AufenthV).
- Die Muster der deutschen Reiseausweise für Staatenlose sind in der Anlage D8a (regulärer Reiseausweis) bzw. Anlage D8b (vorläufiger Reiseausweis) zur Aufenthaltsverordnung festgelegt; vgl. auch § 58 Nr. 8 AufenthV.

| Dokument                                                      | Gebühr    | Rechtsgrundlage              | Muster und Anlage |
| ------------------------------------------------------------- | --------- | ---------------------------- | ----------------- |
| Regulärer Reiseausweis für Staatenlose für über 24-Jährige    | 70,00 EUR | § 48 Abs. 1 Nr. 1c. AufenthV | Anlage D8a        |
| Regulärer Reiseausweis für Staatenlose für unter 24-Jährige   | 38,00 EUR | § 48 Abs. 1 Nr. 1d. AufenthV | Anlage D8a        |
| Vorläufiger Reiseausweis für Staatenlose für über 12-Jährige  | 26,00 EUR | § 48 Abs. 1 Nr. 1f. AufenthV | Anlage D8b        |
| Vorläufiger Reiseausweis für Staatenlose für unter 12-Jährige | 14,00 EUR | § 48 Abs. 1 Nr. 1g. AufenthV | Anlage D8b        |
| Verlängerung eines vorläufigen Reiseausweises für Staatenlose | 20,00 EUR | § 48 Abs. 1 Nr. 2 AufenthV   |                   |